# کشتار طبریه (۱۹۳۸)
قتل‌عام طبریه در ۲ اکتبر ۱۹۳۸، در جریان انقلاب عربی ۱۹۳۶–۱۹۳۹ در طبریه رخ داد، که در آن زمان در قیمومیت بریتانیا بر فلسطین قرار داشت و امروز در سرزمین‌های اسرائیل واقع شده‌است.
شورشیان عربی پس از نفوذ به محله یهودیان کریات شموئل، ۱۹ یهودی را در طبریه کشتند که ۱۱ نفر از آنها کودک بودند. در جریان این کشتار، ۷۰ عرب مسلح خانه‌های یهودیان و کنیسه محلی را به آتش کشیدند. در یک خانه یک مادر و پنج فرزندش کشته شدند. بیدل کنیسه با ضربات چاقو کشته شد و یک خانواده ۴ نفره دیگر کشته شدند. در زمان حمله تنها ۱۵ نگهبان یهودی در این محله که بیش از ۲۰۰۰ نفر جمعیت ساکنش بودند، وجود داشت. سواحل دریاچهٔ طبریه بدون محافظت باقی ماند، زیرا کمترین مسیر مورد انتظار برای حمله بود. در این حمله دو نگهبان یهودی کشته شدند.
شای لخمان، مورخ یهودی این کشتار را به ابوابراهیم الکبیر نسبت داده‌است.
یکی از نمایندگان قیمومت بریتانیا گزارش داده‌است که این حمله «به‌طور سیستماتیک سازماندهی شده بود و به طرز وحشیانه ای اعدام شد. از نوزده یهودی کشته شده، از جمله زنان و کودکان، همه به جز چهار نفر با ضربات چاقو کشته شدند. آن شب و روز بعد، سربازان با گروه‌های مهاجم درگیر شدند.». پس از قتل‌عام، ایرگون پیشنهاد یک عملیات تلافی جویانه مشترک با هاگانا را برای جلوگیری از چنین حوادثی داد، اما گروه دوم موافقت نکرد.
اعراب اهل طبریه، شهردار یهودی زکی الحدیف را در ۲۷ اکتبر ۱۹۳۸ به قتل رساندند. هاگانا گروهی را به رهبری یوسف آویدار، یکی از رهبران هاگانا که بعدها در نیروهای دفاعی اسرائیل ژنرال (الوف)شد فرستاد تا در مورد دفاع ناکام از شهر تحقیق کنند.